# ارونگا، نیو ساوت ولز
ارونگا (به انگلیسی: Urunga) یک شهرک در استرالیا است که در نیو ساوت ولز واقع شده‌است.